# EHC Olten
EHC Olten (celým názvem: Eishockeyclub Olten) je švýcarský klub ledního hokeje, který sídlí ve městě Olten v kantonu Solothurn. Založen byl v roce 1934. Poslední účast v nejvyšší soutěži je datováno k sezóně 1993/94. Od sezóny 2017/18 působí v Swiss League, druhé švýcarské nejvyšší soutěži ledního hokeje. Klubové barvy jsou zelená a bílá.
Své domácí zápasy odehrává v Eishalle Kleinholz s kapacitou 6 270 diváků.

## Hokejisté Československa / Česka a Slovenska v dresu EHC Olten
| Hráč            | Sezona    | Národnost             |
| --------------- | --------- | --------------------- |
| Erich Kühnhackl | 1985/1987 | Německo · Česko       |
| Aleš Polcar     | 1991/1992 | Česko                 |
| Anton Šťastný   | 1990/1992 | Slovensko             |
| Ludwig Marek    | 1997/1998 | Švýcarsko · Česko     |
| Patrick Kučera  | 2003/2004 | Slovensko · Švýcarsko |
| Jiří Polanský   | 2016/2017 | Česko                 |

## Přehled ligové účasti
Zdroj:
- 1965–1966: 2. Liga (4. ligová úroveň ve Švýcarsku)
- 1967–1970: 1. Liga (3. ligová úroveň ve Švýcarsku)
- 1970–1984: National League B Ost (2. ligová úroveň ve Švýcarsku)
- 1984–1985: National League B (2. ligová úroveň ve Švýcarsku)
- 1985–1987: National League A (1. ligová úroveň ve Švýcarsku)
- 1987–1988: National League B (2. ligová úroveň ve Švýcarsku)
- 1988–1992: National League A (1. ligová úroveň ve Švýcarsku)
- 1992–1993: National League B (2. ligová úroveň ve Švýcarsku)
- 1993–1994: National League A (1. ligová úroveň ve Švýcarsku)
- 1994–2017: National League B (2. ligová úroveň ve Švýcarsku)
- 2017– : Swiss League (2. ligová úroveň ve Švýcarsku)